# Cinémovida
Pour salle de cinéma à Apt, voir Cinémovida (Apt).
Ne doit pas être confondu avec Ciné-Movida, exploitant de salles de cinéma de Perpignan.
Cinémovida est un réseau d'exploitation cinématographique français, créé par Alain Kloeckner et Laurent Lelimouzin dans le but d'allier le cinéma de divertissement au cinéma d'auteur .
Historiquement propriétaire de salles de cinéma à Narbonne et Béziers (où il est toujours installé), Alain Kloeckner cède en 2001 ses cinémas dans ces deux villes au groupe CGR . Il rachète au cours des années suivantes d'autres cinémas (dont certains à CGR) dans des villes plus petites, pour constituer le réseau Cinémovida ,,.
Le réseau Cinémovida est composé en 2018 de 10 cinémas, cumulant 54 écrans, tous situées au cœur de villes de province.
Depuis fin 2006, un magazine nommé Cinémovid'art, traitant du cinéma d'art et essai, est régulièrement publié sur le site internet de Cinémovida.
Il ne faut pas confondre ce circuit de cinémas avec son concurrent et quasi-homonyme Ciné-Movida, basé à Perpignan. Alain Kloeckner dirige par ailleurs Kleslo, une société spécialisée dans la fabrication de fauteuils de cinéma.
En novembre 2014, le groupe Cap'Cinéma rachète l'enseigne Cinémovida, ainsi tous les cinémas passent sous l'enseigne Cap'Cinéma, à l'exception de celui d'Arras.
En novembre 2017, le groupe Cap'Cinéma est lui-même racheté par le groupe CGR, les cinémas passent donc sous l'enseigne CGR. Seul le cinéma d'Arras garde la dénomination Cinémovida, à cause d'une spécificité de la propriété des lieux. Le cinéma d'Arras devient Megarama en 2019.

## Cinémas

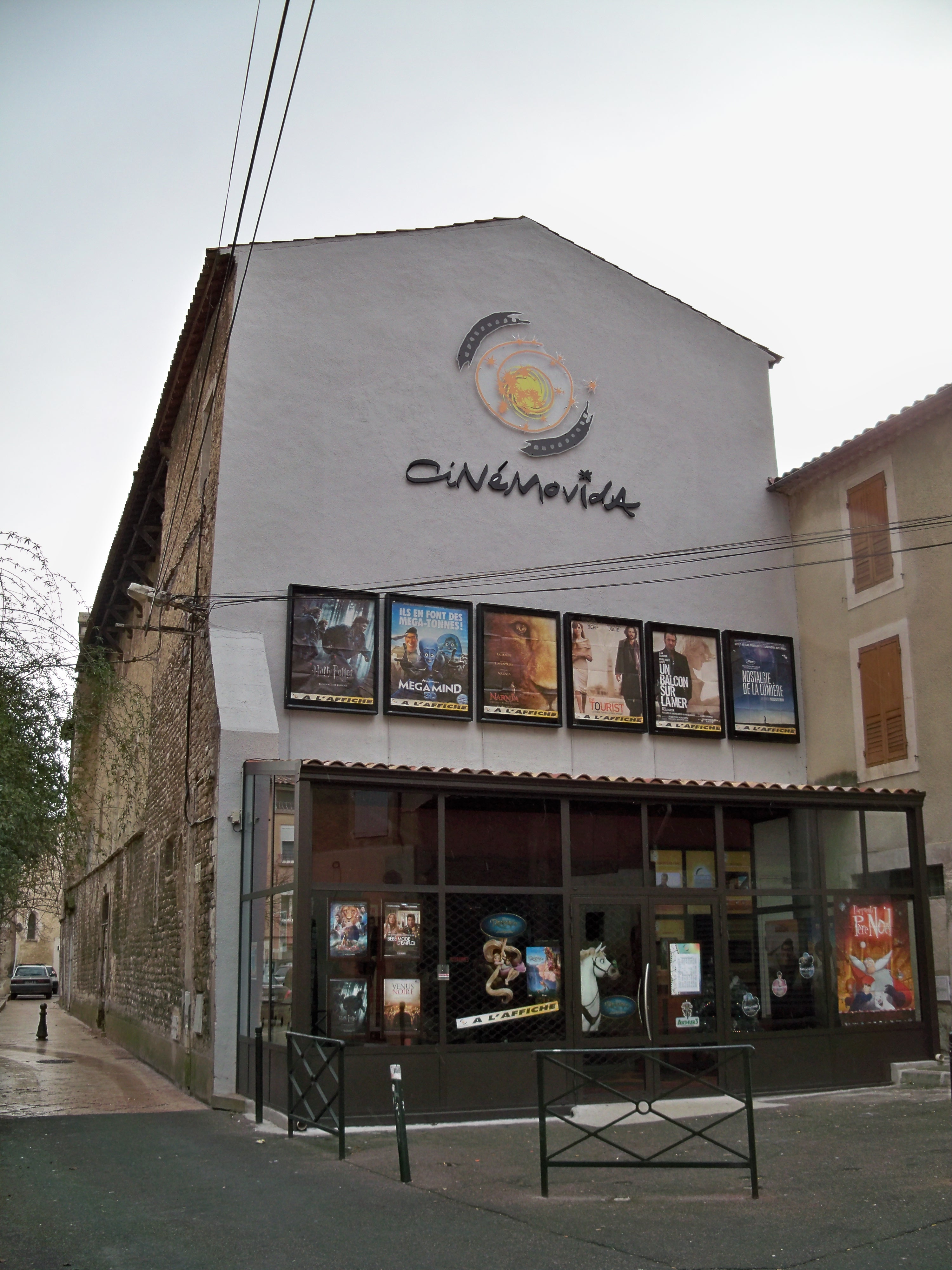
Cinémovida à Apt

| Nom                       | Ville       | Création | Intégration au réseau | Cession | Salles | Sièges |
| ------------------------- | ----------- | -------- | --------------------- | ------- | ------ | ------ |
| Cinémovida Les Cordeliers | Albi        | 2013     | Dès la construction   | 2014    | 8      | 1530   |
| Cinémovida Le Lapérouse   | Albi        | ?        | 2004                  | 2014    | 3      | 566    |
| Cinémovida                | Apt         | 1969     | 2008                  | 2014    | 3      | 415    |
| Cinémovida                | Arras       | ?        | 2005                  | 2019    | 6      | 682    |
| Cinémovida Le Lido        | Castres     | 1930     | 2002                  | 2014    | 5      | 650    |
| Cinémovida                | Châteauroux | ?        | ?                     | 2014    | 8      | ?      |
| Cinémovida Les Tanneurs   | Dole        | ?        | ?                     | 2014    | 6      | 1043   |
| Cinémovida Le Forum       | Laon        | ?        | ?                     | 2014    | 5      | 788    |
| Cinémovida Le Lido        | Manosque    | ≈ 1960   | 2001                  | 2014    | 4      | ?      |
| Cinémovida Le Clovis      | Soissons    | 1975     | 2006                  | 2014    | 6      | ?      |

## Dirigeants
- Alain Kloeckner (PDG)[9]
- Laurent Lelimouzin (cofondateur de Cinemovida et PDG de Holding Juliano)[10]